# أبوسوم كريتون الضئيل
أبوسوم كريتون الضئيل (الاسم العلمي:Marmosops creightoni)، هو نوع من الأبوسوم يتواجد في بوليفيا.